# Scoparia elongalis
Scoparia elongalis là một loài bướm đêm trong họ Crambidae.